# Keck-Observatorium

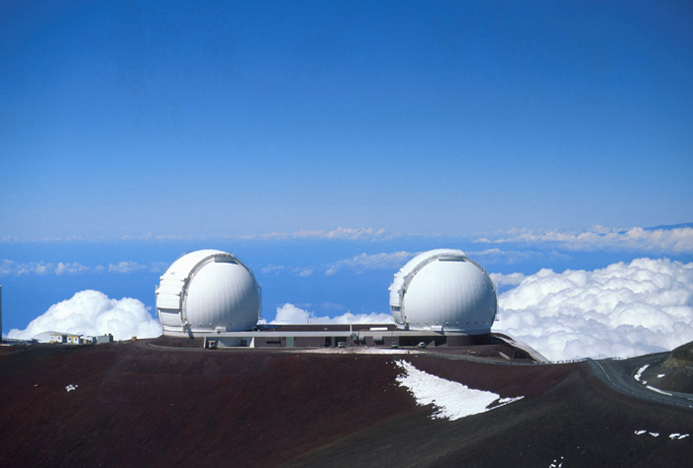
Die Kuppeln der beiden Keck-Teleskope

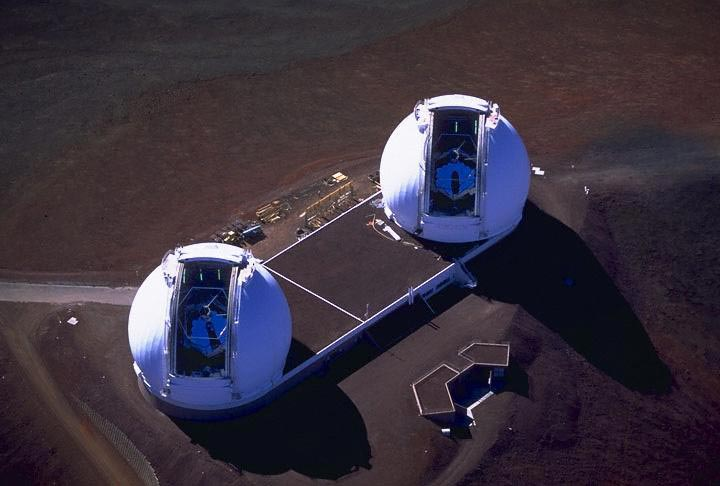
Keck-I und -II mit geöffneten Kuppeln

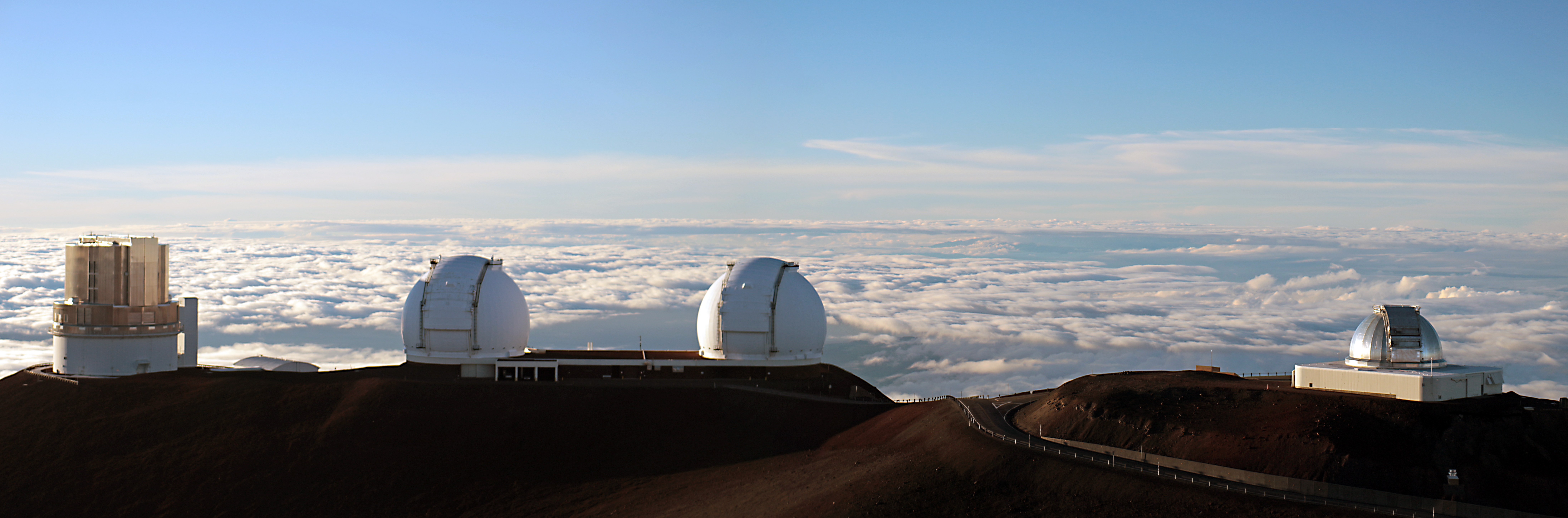
Der Gesamtkomplex mit zwei weiteren Riesenteleskopen links und rechts. Foto von 2014

Das W.-M.-Keck-Observatorium ist Teil des Mauna-Kea-Observatoriums am Gipfel des 4200 m hohen schlafenden Vulkans Mauna Kea auf der Insel Hawai'i.
Es beherbergt zwei baugleiche Spiegelteleskope, von denen jedes einen aus 36 kleineren, sechseckigen Segmenten zusammengesetzten Hauptspiegel mit einem Durchmesser von 10 m besitzt. Bis Juli 2007 stellten sie die größten optischen Teleskope der Welt dar. Abgelöst wurden sie durch das Gran Telescopio Canarias, dessen Spiegeldurchmesser 10,4 m beträgt. Die Spiegelträger dieser Teleskope wurden von der Schott AG in Mainz aus Zerodur-Glaskeramik hergestellt. Das Keck-I-Teleskop wurde 1993 in Betrieb genommen, das Keck-II-Teleskop folgte 1996. Die beiden Teleskope haben einen Spiegelabstand (engl. baseline) von 85 Metern und können auch gemeinsam als optisches Interferometer betrieben werden. Keck I und Keck II verfügen über adaptive Optiken.
Die Gründung geht auf eine Spende der W. M. Keck Foundation in der Höhe von 140 Millionen US-Dollar zurück. Diese Foundation basiert auf Vermögen des Öl-Millionärs William Myron Keck (1880–1964) aus seinem Unternehmen Superior Oil Company (inzwischen Bestandteil von ExxonMobil). Das Observatorium wird vom California Institute of Technology, der University of California und der US-Raumfahrtbehörde NASA gemeinsam betrieben.

## Geschichte
Die Bauarbeiten an Keck I begannen 1985. Das erste Licht erreichte Keck I 1990. Wissenschaftlich in Betrieb genommen wurde es 1993. Aufgrund späterer Spenden startete man den Bau des baugleichen Keck-II-Teleskopes 1991. Das erste Licht für Keck II war 1996.

## Technik

### Hauptspiegel
Die Hauptspiegel der beiden Keck-Teleskope sind 10 m im Durchmesser. Die Primärspiegel sind parabolisch geformt. Sie bestehen aus 36 kleinen hexagonalen Segmenten. Jedes dieser Segmente hat eine eigene Aufhängung und kann einzeln auf 4 Nanometer genau justiert werden. Man hat diese zu der Zeit untypische aber revolutionäre Form der Wabenbauweise gewählt, weil der Spiegel leichter ist und besser von der Stützkonstruktion gehalten werden kann. Er kann somit auch an die durch Gravitation verursachte Verformung angepasst werden.
Ein System zur Ausblendung von Luftturbulenzen in der Atmosphäre wurde 1999 eingebaut. Hierbei wird ein Referenzstern oder Referenzpunkt (ein durch Laser erzeugter Punkt in der Atmosphäre) in der Nähe des beobachteten Objekts angepeilt. Ein Computer berechnet dann das Verstellen der einzelnen Segmente zweimal pro Sekunde. So entsteht ein fast perfektes Bild.

### Lichtweg
Beim Keck-Teleskop wird das einfallende Licht von einem Hauptspiegel (Primärspiegel) auf einen Sekundärspiegel reflektiert, der kleiner ist als der Hauptspiegel und mittig im Tubus liegt. Dieser spiegelt das Licht entweder durch eine Bohrung im Hauptspiegel (diese Teleskopart heißt Cassegrain-Reflektor) oder über einen weiteren Spiegel (Tertiärspiegel), der auf dem Hauptspiegel montiert ist und das Licht zur Seite reflektiert (Nasmyth-Reflektor), wo die meisten Instrumente stehen. Der Brennpunkt des Hauptspiegels liegt bei 17,5 m. Der Sekundär- und der Tertiärspiegel reflektieren nur das Licht, um die Bauform des Teleskopes kompakter zu halten. Linsen am Brennpunkt leiten die Lichtstrahlen wieder parallel. Dahinter stehen dann entweder Kameras oder Instrumente, mit denen das einfallende Licht untersucht wird.

### Instrumente
Das Keck-Observatorium verfügt über eine Fülle von hochtechnisierten Instrumenten. Diese untersuchen Licht im optischen und nahen infraroten Bereich. Ein großer Teil dieser Instrumente sind Spektrographen. Sie unterteilen das Licht in seine verschiedenen Bestandteile und untersuchen diese dann.
- MOSFIRE (Multi-Objekt Spektrograph For Infra-Red Exploration): MOSFIRE ist der neuste Spektrograf und beobachtet viele Himmelskörper gleichzeitig im infraroten und im nahen infraroten Bereich. Gleichzeitig ist es auch eine Kamera.

- DEIMOS (Deep Extragalactic Imaging Multi-Object Spectrograph): Dieser Spektrograf kann zugleich die Spektren von bis zu 1200 Objekten untersuchen.
- HIRES (High Resolution Echelle Spectograph): HIRES ist das größte, komplizierteste und genaueste Instrument der Kecks. Mit ihm wurden viele bahnbrechende Entdeckungen gemacht. Es hat bisher die meisten Exoplaneten und Beweise für die Urknalltheorie entdeckt.
- NIRC-2 (Near Infra-Red Camera): NIRC ist eine Kamera, die Himmelsobjekte im nahen infraroten Bereich fotografiert. Mit NIRC beobachtet man sehr weit entfernte Galaxien.
- NIRSPEC (Near Infra-Red Spektrograph): NIRSPEC beobachtet Braune Zwerge, galaktische Zentren, rotverschobene Radiogalaxien, das Sonnensystem, den Aufbau von Himmelsobjekten und strahlungsintensive Regionen im nahen infraroten Bereich.
- OSIRIS (OH-Suppressing Infra-Red imaging Spectrograph): OSIRIS beobachtet Objekte im nahen infraroten Bereich. Es kann den Teil der Atmosphäre ignorieren, der aufgrund von OH-Molekülen heller leuchtet. Somit kann es noch mehr Objekte am Himmel erkennen.
- LRIS (Low Resolution Imaging Spektograph): LRIS kann sehr schwaches Licht noch auswerten und bis an den Rand des erforschten Universums blicken. Es beobachtet Galaxien, Galaxienhaufen und Quasare.
- Keck Interferometer: Die Teleskope können auch als optisches Interferometer benutzt werden. Dabei wird das Licht beider Teleskope in einem zentralen Raum zusammengeführt und ausgewertet. Wenn man die Teleskope parallel benutzt, haben sie nicht mehr nur die Auflösung eines einzelnen Spiegels, sondern die eines Spiegels, der vom Rand des einen Spiegels bis zum Rand des anderen reicht (85 m zu 10 m). Dadurch kann man noch detailreicher und weiter ins Universum blicken.

### Beobachtungen
Die Keck-Teleskope beobachten Objekte im sichtbaren und nahen infraroten Bereich. Sie können durch ihr großes Auflösungsvermögen und die Interferometrie Objekte weit im Inneren des Weltalls erforschen. Mit den Teleskopen wurden die ältesten und am weitesten entfernten bisher bekannten Galaxien entdeckt. Die Kecks spürten die ersten exosolaren Planeten auf, die um einen Stern kreisen. Mehr als die Hälfte aller Exoplaneten wurden mit Keck entdeckt. Mit den Teleskopen haben Wissenschaftler außerdem anhand von Sternbewegungen herausgefunden, dass in der Mitte der Milchstraße ein supermassereiches Schwarzes Loch existiert. Außerdem werden die Planeten des Sonnensystems beobachtet und interessante Beobachtungen von anderen Einrichtungen überprüft und weiter erforscht.